# كريس بارث
كريس بارث (بالإنجليزية: Chris Barth)‏ هو مغن مؤلف أمريكي، ولد في 30 أكتوبر 1980.

## وصلات خارجية
- كريس بارث على موقع ميوزك برينز (الإنجليزية)
- كريس بارث على موقع ديسكوغز (الإنجليزية)